# Только ты (фильм, 1992)
«Только ты» (англ. Only You) — кинофильм.

## Сюжет
Канун Рождества. Дизайнера кукольных домиков Клиффорда Годфри бросает невеста, с которой он собирался красиво провести время на курорте. Турагент Клэр Энфилд сообщает Клиффорду, что билеты возврату не подлежат, и тогда он отправляется на отдых со случайной знакомой, Амандой Хьюз. На курорте он вновь случайно встречает Клэр Энфилд, и между ними возникает роман.

## В ролях
- Келли Престон — Аманда Хьюз / Amanda Hughes
- Эндрю Маккарти — Клиффорд Годфри / Clifford Godfrey
- Хелен Хант — Клэр Энфилд / Clare Enfield
- Джоэль Мюррей — Берт / Bert